# De Leonismo
El deleonismo, conocido también como marxismo-deleonismo, es una forma de marxismo desarrollada por Daniel de León.
De León combinó las teorías en auge del sindicalismo revolucionario en su tiempo con marxismo ortodoxo. Según la teoría deleonista, las uniones industriales militantes (sindicatos sectoriales) son el vehículo de la lucha de clases. Las uniones industriales que manifiestan los intereses del "proletariado" (clase obrera) causarán el cambio necesitado para establecer un sistema socialista.
La principal diferencia entre el deleonismo y el anarcosindicalismo es que, según el pensamiento deleonista, un partido político revolucionario es también necesario en la lucha del proletariado en el campo político.

## Táctica

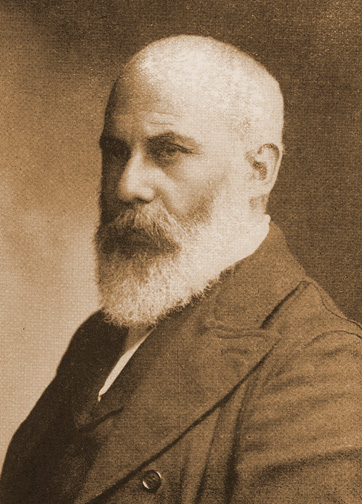
Daniel De León

Según la teoría deleonista, los trabajadores deberían formar simultáneamente sindicatos revolucionarios en los centros de trabajo, y un partido político socialista que organizase la lucha en el frente político. El previo apoyo para una eventual victoria política debería consistir en la hegemonía del sindicalismo revolucionario en el frente económico, tomando los trabajadores organizados en el sindicato un papel preponderante en la definición del programa político. Se asume que en ese punto, los sindicatos revolucionarios habrán logrado suficiente fuerza en los centros como para permitir la toma de control de los medios de producción por parte de los trabajadores.
La victoria socialista en las urnas sería acompañada de un traspaso del control de las fábricas, de las minas, de las granjas y de otros medios de producción a los consejos de trabajadores organizados dentro del sindicato. El deleonismo distingue este acontecimiento de la huelga general para tomar el control de los medios de producción abogado por el anarco-sindicalismo, y se refiere al mismo como cierre general de la clase dominante, aunque en realidad los dos conceptos son muy similares.
El gobierno existente entonces sería substituido por un gobierno elegido dentro del sindicato revolucionario, y el gobierno socialista nuevamente elegido decretaría rápidamente las enmiendas constitucionales u otros cambios en la estructura del gobierno necesarios para respaldar el proceso revolucionario. Los trabajadores en el centro de trabajo elegirían al comité obrero del mismo necesarios para continuar la producción y representantes en los comités locales y nacionales en los que se emplace su centro de trabajo en particular.
Los trabajadores también elegirían a representantes a un comité central, llamado Congreso Popular-Obrero, que funcionaría substituyendo al gobierno nacional. Estos representantes estarían sometidos en todo momento al derecho de sus electores a la revocación de los mismos. Según el deleonismo, el gobierno socialista reorganizaría así el gobierno nacional, de forma sectorial y no territorial.

## El deleonismo y otras formas de socialismo
El deleonismo se encuadra fuera de la tradición leninista del comunismo. Sus partidarios generalmente reniegan tanto de la antigua Unión Soviética como de la República Popular de China, así como de otros estados socialistas, considerándolos como una forma de capitalismo de estado. La naturaleza altamente descentralizada y democrática del modelo propuesto por el deleonismo contrasta con el centralismo democrático del marxismo-leninismo el cual es visto por los deleonistas como una forma autoritaria causante de la deriva dictatorial de la URSS. Los deleonistas defienden que el sistema de gobierno propuesto por ellos, no el vanguardismo del marxismo-leninismo, es la representación verdadera de lo que definió Karl Marx como una dictadura del proletariado.
Lenin reconoció inicialmente haber sido influenciado por las teorías de Daniel de León para la creación de los soviets (consejos de trabajadores) después de la Revolución de octubre de 1917, pero también criticó al deleonismo por su carácter izquierdista (dentro del espectro socialista) que él consideraba anticientíficas (véase, por ejemplo, La enfermedad infantil del izquierdismo en el comunismo).
El éxito de la estrategia deleonista estriba en alcanzar la hegemonía entre los trabajadores en los lugares de trabajo y en las elecciones, en contraste con la noción leninista de un partido pequeño de la vanguardia que conduzca a la clase obrera cara la revolución. Otros marxistas por esta razón critican al deleonismo, y el término "imposibilistas" se ha aplicado a menudo al deleonismo, implicando que su ocasión del éxito es nula.
Los partidos políticos deleonistas también han sido criticado por su carácter dogmático y sectario. A pesar de su rechazo del leninismo, el deleonismo también cae fuera de la tradición socialdemócrata. Daniel de León y otros escritores deleonistas ha publicado frecuentes críticas contra los movimientos socialdemócratas, especialmente sobre el Partido Socialista de Estados Unidos, a los que considera "reformistas" o "socialistas burgueses". Los deleonistas han rechazado cualquier reforma encaminada a "humanizar" el capitalismo, tal como movimientos por la justicia social, optando por concentrar sus esfuerzos en construir un Partido y Sindicato en consonancia con su estrategia de clase. El éxito de estas acciones ha sido exiguo durante todo el siglo XX, ya que los partidos deleonistas son marginales y su presencia sindical testimonial.